# Mary Oliver
Mary Jane Oliver (Maple Heights, Ohio, 1935. szeptember 10. – Hobe Sound, Florida, 2019. január 17.) Pulitzer-díjas amerikai költő.

## Művei
- No Voyage, and Other Poems (1963)
- The River Styx, Ohio, and Other Poems (1972)
- The Night Traveler (1978)
- Sleeping in the Forest (1978)
- Twelve Moons (1979)
- American Primitive (1983)
- Dream Work (1986)
- Provincetown (1987)
- House of Light (1990)
- New and Selected Poems (1992)
- White Pine: Poems and Prose Poems (1994)
- Blue Pastures (1995)
- West Wind: Poems and Prose Poems (1997)
- Winter Hours: Prose, Prose Poems, and Poems (1999)
- The Leaf and the Cloud (2000)
- What Do We Know (2002)
- Owls and Other Fantasies: poems and essays (2003)
- Why I Wake Early: New Poems (2004)
- Blue Iris: Poems and Essays (2004)
- Wild geese: selected poems (2004)
- New and Selected Poems, volume two (2005)
- At Blackwater Pond: Mary Oliver Reads Mary Oliver (2005, audio CD)
- Thirst: Poems  (2006)
- Our World (2007)
- The Truro Bear and Other Adventures: Poems and Essays (2008)
- Red Bird (2008)
- Evidence (2009)
- Swan: Poems and Prose Poems (2010)
- A Thousand Mornings (2012)
- Dog Songs (2013)
- Blue Horses (2014)
- Felicity (2015)
- Devotions (2017)

## Díjai
- Pulitzer-díj (1984)
- Nemzeti Könyvdíj (National Book Award) (1992)
- Lannan irodalmi díj (1998)